# Pristaulacus tonkinensis
Pristaulacus tonkinensis är en stekelart som först beskrevs av Turner 1919.  Pristaulacus tonkinensis ingår i släktet Pristaulacus och familjen vedlarvsteklar. Inga underarter finns listade i Catalogue of Life.